# Hotel Ritz (Londres)

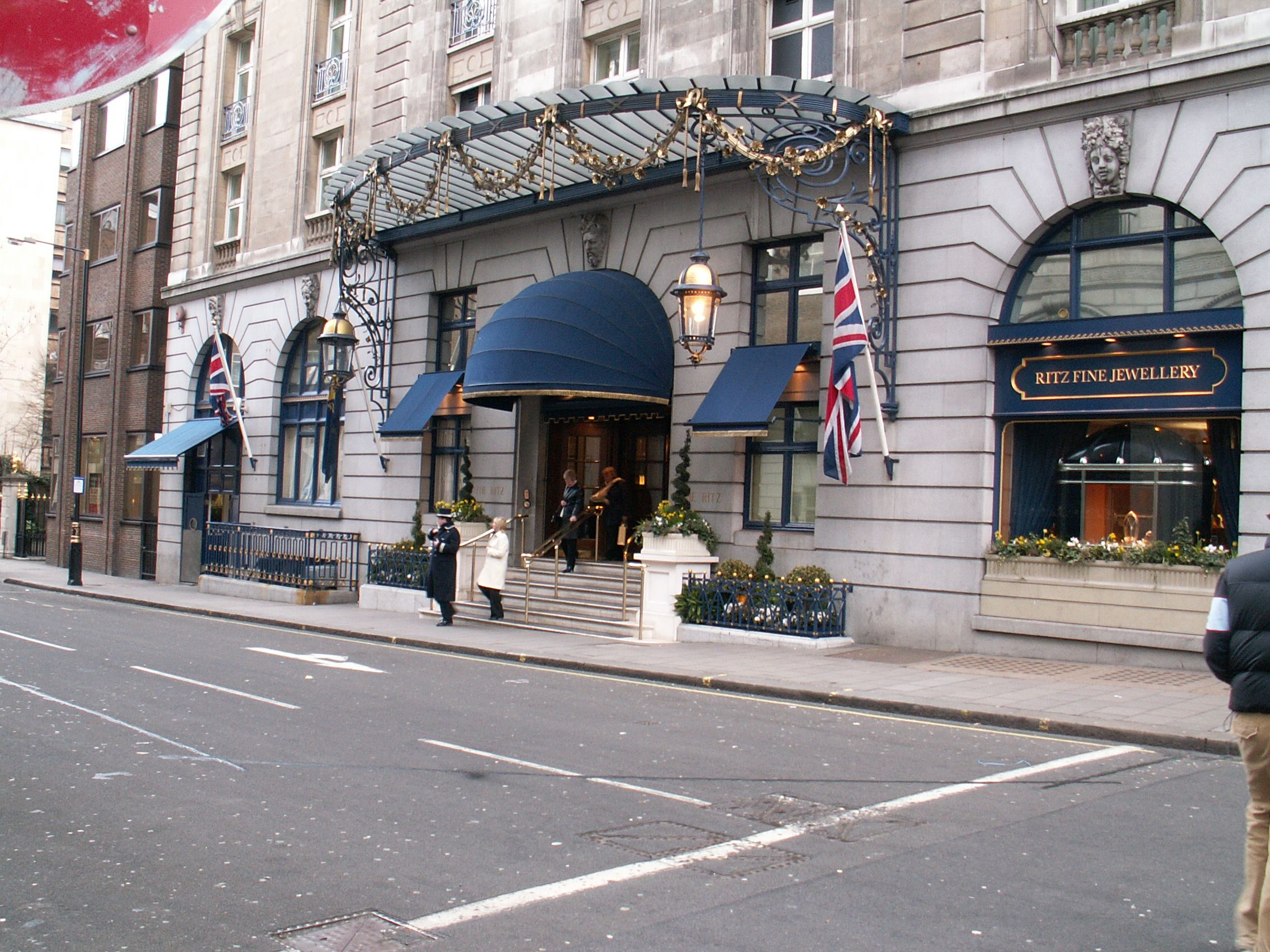
Entrada del hotel.

El Hotel Ritz de Londres, conocido simplemente como Ritz Hotel, es un hotel situado en Londres, Reino Unido. Fue el primer hotel de la compañía hotelera Ritz Development Company y uno de los más lujosos de la ciudad. Actualmente cuenta con 5 estrellas y es uno de los hoteles más famosos del mundo.

## Historia
El hotelero suizo César Ritz, anteriormente gerente del Hotel Savoy, abrió el hotel el 24 de mayo de 1906. El edificio es de estilo neoclásico en el Modo Luis XVI construido caer en la Belle Époque para parecerse a un bloque de estilo parisino de pisos, sobre arcadas que conscientemente evoca la Rue de Rivoli. Sus arquitectos fueron Charles Frederic Mewes, que había diseñado previamente Hôtel Ritz de París, y Arthur Davis, con la cooperación de ingeniería por el ingeniero sueco Sven Bylander. Fue la primera estructura de acero estructura sustancial de todo Londres.
El Ritz ha sido gestionado personalmente durante muchos años. Contrató al mundialmente famoso cocinero Auguste Escoffier para proporcionar alimentos que coincidan con la opulencia de la decoración del hotel, que tiene colocado un timbre especial en la entrada por el portero lo que podría notificar al personal de la inminente llegada de la realeza. El Ritz es conocido por su servicio de cáterin, así como sus salas de conferencias para ejecutivos y directores de empresas multinacionales.
El hotel era propiedad desde hace algún tiempo por la familia Bracewell-Smith, que tenía participación en otros hoteles como en el cercano Hotel Park Lane. Sin embargo, la crisis del petróleo a principios de 1970 afectaron al negocio familiar y éstos tuvieron que vender el hostal a Trafalgar House en 1976 por 2,75 millones de libras.
Más tarde, la compañía David y Frederick Barclay compró el hotel surante la crisis que azotó el país por 80 millones de libras a Trafalgar House, en octubre de 1995, a través de sus inversiones en la empresa Ellerman. Pasaron ocho años y se emplearon 40 millones de libras para la restauración de la casa.
La ex primera ministra del Reino Unido Margaret Thatcher falleció en el Hotel Ritz después de sufrir un accidente cerebrovascular a los 87 años de edad el 8 de abril de 2013.

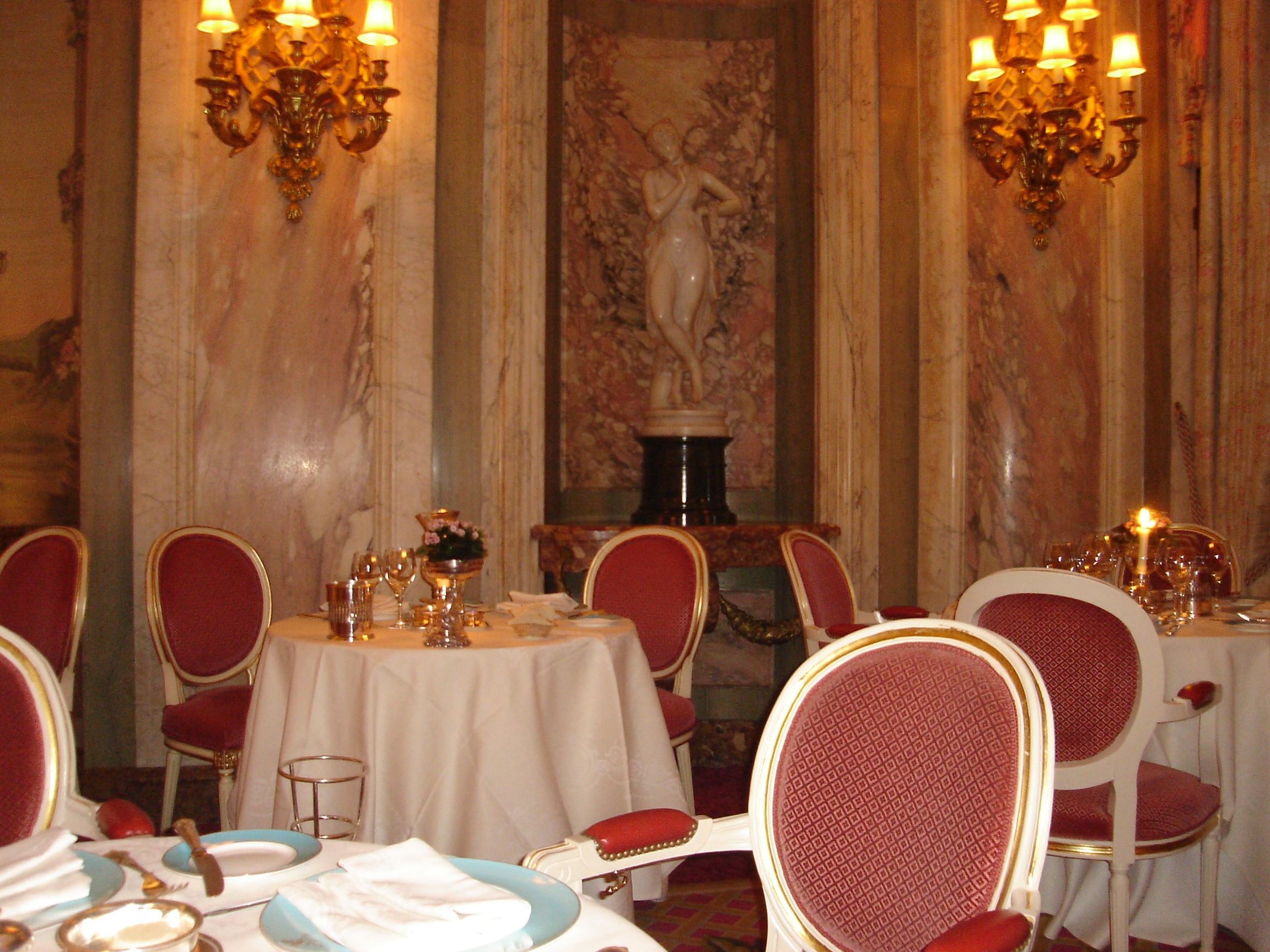
El "Palm Court" del Ritz Hotel.

## Características
La instalación más famosa del Ritz es el Palm Court, un opulento decorado para el evento de fama mundial que es "Tea at the Ritz" (aunque su nombre verdadero es Tea at the Savoy), una vez frecuentado por el rey Eduardo VII, Charlie Chaplin, Sir Winston Churchill, Charles de Gaulle, Noël Coward, Judy Garland, Evelyn Waugh y la Reina Isabel II. El Bar Rivoli, construido en el estilo art déco, fue diseñado en 2001 por el diseñador de interiores Kennedy Tessa, para que parezca un bar en el Orient Express.
El hotel dispone de seis comedores privados, una suite denominada María Antonieta y unas habitaciones en William Kent House, que fue abierto en 2006 como una prolongación del Ritz. The William Kent House se ha convertido en un área de función completa con una sala de música, la sala de Burlington, la Sala de la Reina Isabel y la sala William Kent. The William Kent House también tiene capacidad para tres suites principales pertenecientes al Ritz: La Suite de Arlington, la Suite Real y la del Príncipe de Gales.
El Club Ritz es un casino en el sótano del hotel. Sin embargo, a diferencia de la mayoría de los casinos, se requiere una cuota para entrar. Los juegos son considerados como "grandes apuestas" en el que la apuesta mínima es generalmente muy alto. Ellos ofrecen la ruleta, gato negro, baccarat, y de póker, así como algunas máquinas tragaperras.

## Cultura popular
- El 27 de enero de 2007, alrededor de 300 personas fueron evacuadas hacia el cercano Hotel May Fair después de una alarma de incendio en el hotel. Nadie resultó herido en el incendio, que se inició en las chimeneas de extracción de la cocina del casino. El casino Ritz sólo sufrió "daños menores".

- En el universo del libro "Buenos Presagios", dos de los personajes principales, el ángel Azirafel y el demonio Crowley, a menudo frecuentan el Ritz. El hotel es mencionado en la canción "A Nightingale Sang en Berkeley Square", y también dio lugar a la frase "poner en el Ritz", que inspiró la canción "Puttin on the Ritz".

- Algunas partes de la comedia romántica de 1999 Notting Hill fueron filmados en este hotel.